# Escut de Sant Agustí de Lluçanès
L'escut oficial de Sant Agustí de Lluçanès té el següent blasonament:
Escut caironat partit: 1r d'or; 2n de gules; ressaltant sobre el tot 2 plomes d'au passades en sautor de l'una en l'altra. Per timbre, una corona mural de poble.

## Història
Va ser aprovat el 24 de juliol del 2000 i publicat al DOGC el 9 d'agost del mateix any amb el número 3201.
Les dues plomes són l'atribut de sant Agustí, patró de la localitat, el qual era un famós escriptor de sermons, comentaris sobre les Escriptures, és a dir, un mestre de retòrica. Els esmalts de l'escut, or i gules, són agafats de les armes dels barons de Lluçà, senyors del poble.